# دونالد ماكويد
دونالد ماكويد (بالإنجليزية: Donald McQuade)‏ هو أكاديمي أمريكي، ولد في 26 ديسمبر 1941.